# Blank Generation (album)
| Recensione                    | Giudizio       |
| ----------------------------- | -------------- |
| AllMusic                      |                |
| Ondarock                      | Pietra miliare |
| Piero Scaruffi                |                |
| Melody Maker                  | [ 2 ]          |
| Christgau's Record Guide      | A−             |
| Mojo                          | [ 3 ]          |
| Q                             | [ 4 ]          |
| The Rolling Stone Album Guide | [ 5 ]          |

Blank Generation è il primo album in studio del gruppo punk Richard Hell & The Voidoids, pubblicato nel 1977 per la Sire Records.

## Il disco

### Origine
Richard Hell era già da tempo sulla scena artistica newyorkese quando il punk rock iniziò ad emergere come genere musicale vero e proprio; fu uno dei membri fondatori di gruppi cardine del movimento come Television e The Heartbreakers (che lasciò entrambi prima della registrazione e pubblicazione del loro disco di debutto per contrasti artistici e differenza di vedute), ma la sua personale versione del concetto di "punk" non si avvicinava a quello della maggior parte degli esponenti della scena, recando tracce di influenze "letterarie" e "poetiche" lontane dal puro nichilismo dei gruppi punk coevi. Quindi Hell decise di metter su il suo proprio gruppo The Voidoids, e pubblicare Blank Generation da leader della band, un album che rimane una pietra miliare del primo punk rock statunitense. Hell portò in dote i "pezzi forti" del suo repertorio, brani di sua composizione come Love Comes in Spurts, Another World, e la celebre title track Blank Generation già suonati e rodati ampiamente con gli altri due gruppi, infondendo loro l'energetico trattamento riservato ad essi dai Voidoids.
Il vuoto ("blank") nel nome dell'album non stava ad indicare il nulla, come il "no future" dei Sex Pistols ma al contrario l'autore suggeriva di sostituirlo con una propria definizione.
Nella edizione su cd del 1990 è stata inclusa la cover stravolta di All the Way che fa da contraltare a quella di My Way eseguita da Sid Vicious.

### Copertina

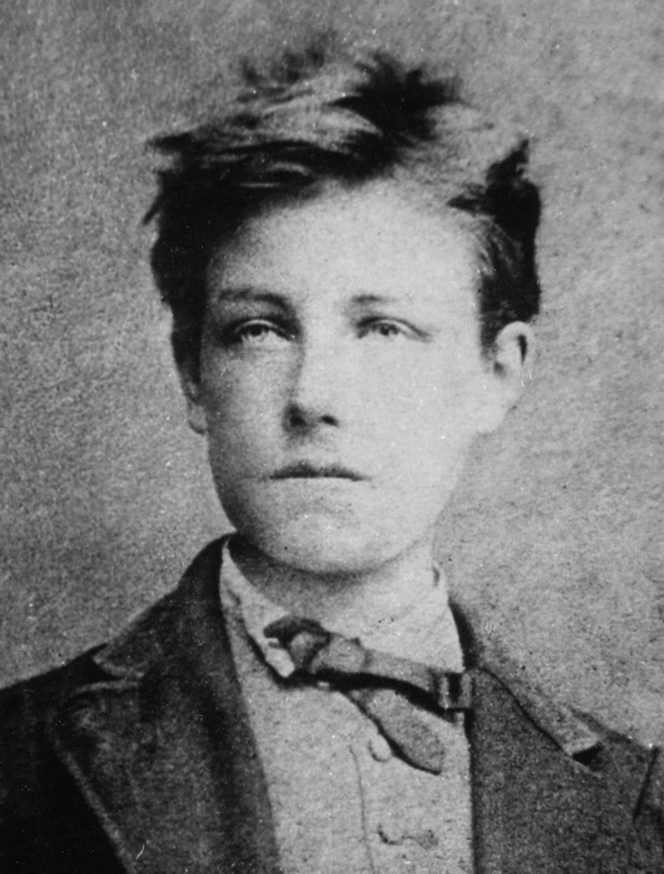
Il poeta francese Arthur Rimbaud ispirò il taglio di capelli e i testi di Hell

L'album originale in vinile aveva in copertina una fotografia di Richard Hell con uno sguardo allucinato, vestito in jeans neri e senza maglietta, che apriva una giacca rivelando sul torace nudo la scritta "YOU MAKE ME _______" sul petto. La foto venne scattata dalla fotografa Roberta Bayley. Nella ristampa in formato CD del 1990 invece, la vecchia copertina è stata sostituita da un'altra foto a mezzobusto di Hell questa volta con indosso occhiali da sole e una camicia bianca a pois neri stracciata.

### Ristampa CD 1990
La ristampa in formato Compact Disc del 1990 di Blank Generation differisce sotto diversi aspetti dalla versione originale in LP. Oltre ad avere una copertina diversa, come già detto, il disco include due tracce bonus extra: una versione dello standard All the Way, e l'originale I'm Your Man. Entrambe sono outtake provenienti dalle sessioni dell'album. Inoltre, la traccia Down at the Rock & Roll Club è notevolmente differente dalla versione presente sull'LP originale, non contenendo il suono della batteria nella maggior parte delle strofe.

## Tracce

### Edizione originale[9]
1. Love Comes in Spurts (Hell) - 2:03
2. Liars Beware (Hell, Julian) - 2:52
3. New Pleasure (Hell) - 1:58
4. Betrayal Takes Two (Hell, Julian) - 3:37
5. Down at the Rock and Roll Club [Alternate Version] (Hell) - 4:05
6. Who Says? (Hell) - 2:07
7. Blank Generation (Hell) - 2:45
8. Walking on the Water (Fogerty, Fogerty) - 2:17 (cover dei Creedence Clearwater Revival)
9. The Plan (Hell) - 3:56
10. Another World (Hell) - 8:14

### Edizione CD (bonus tracks)
1. I'm Your Man (Hell) 2:55
2. All the Way (Cahn, VanHeusen) - 3:22 (cover di Frank Sinatra)

## Formazione
- Richard Hell - voce, basso
- Robert Quine - chitarra
- Ivan Julian - chitarra
- Marc Bell (Marky Ramone) - batteria